# Centro Nacional de Inteligencia
Il C.N.I. acronimo di Centro Nacional de Inteligencia è il servizio segreto  del Regno di Spagna creato con la riforma del sistema di intelligence spagnolo del 2002.

## Storia
L'istituzione del C.N.I. avviene con la Legge del 6 maggio 2002 n. 11, che contemporaneamente soppresse il Centro Superior de Información de la Defensa. Con la stessa legge agli artt. 9 e 10 vengono rispettivamente concessi il rango di Segretario di Stato al Direttore del CNI (equivalente ad un nostro viceministro), e di Sottosegretario di Stato al Segretario Generale del CNI. Con la Legge Organica del 6 maggio 2002 n. 2, complementare alla L. 11/2002, viene istituito il controllo giudiziario preventivo sul CNI nel caso in cui le attività informative del Servizio ledano i diritti fondamentali riconosciuti dagli artt. 18.2 e 18.3 della Costituzione spagnola.
Tutti gli organi informativi appartenenti al Sistema di intelligence spagnolo sono subordinati al CNI, il quale coordina le varie attività di intelligence, ed il suo Direttore è anche l'Autorità Nazionale per l'Intelligence e il controspionaggio.

## Organizzazione
Il CNI spagnolo si basa sulla L. n. 11/2002 concernente la sua regolamentazione. Tale legge istitutiva definisce, in forma unitaria, sistematica, efficace e trasparente, la natura, gli obbiettivi, i principi base, le funzioni, gli aspetti sostanziali, l'organizzazione, il regime giuridico, i controlli parlamentari e giuridici, del Servizio informativo spagnolo. La riforma è nata dall'esigenza di creare dei Servizi di intelligence efficaci, specializzati e moderni, in grado di affrontare le nuove minacce dell'attuale scenario nazionale ed internazionale, ispirati da principi di controllo e completo assoggettamento all'ordinamento giuridico. Il precedente Servizio era basato su Regolamentazioni interne. Questa riforma pone come base regolamentativa del CNI una norma avente forza di legge. Il CNI è un organismo pubblico speciale, con una necessaria autonomia funzionale ed uno specifico regime finanziario in materia di contrattazione e di personale. Tutto il personale impiegato presso il Servizio è subordinato ad uno statuto unico e uniforme.
Il CNI è l'organismo pubblico responsabile di fornire al Capo del Governo spagnolo informazioni, analisi, studi e proposte che consentano di prevenire ed evitare qualsiasi pericolo, minaccia o aggressione all'indipendenza o all'integrità territoriale della Spagna, agli interessi nazionali e alla stabilità dello Stato di diritto e delle sue istituzioni. Il CNI, nell'espletamento delle sue funzioni, è assoggettato all'ordinamento giuridico e le sue attività sono limitate dalla stessa legge istitutiva e dalla Legge Organica n. 2/2002 la quale stabilisce il controllo giudiziario preventivo sulle attività del Servizio. Oltre al controllo giudiziario preventivo, le attività del CNI sono sottoposte anche al controllo parlamentare.

### Struttura
- Direzione
- Segreteria generale
- Oficina Nacional de Seguridad,
- Centro Criptológico Nacional,
- Oficina Nacional de Inteligencia y Contrainteligencia

#### Il direttore del servizio
La Direzione del Servizio è retta dal Segretario di Stato (ministro) Direttore del CNI, che viene nominato con Regio Decreto su proposta del Ministro della Difesa. È anche l'Autoridad Nacional de Inteligencia y Contrainteligencia.
Il suo mandato è di cinque anni, fatta salva la facoltà del Consiglio dei Ministri di provvedere alla sua sostituzione in qualsiasi momento. Il Direttore del Servizio ha il compito di promuovere le attività e coordinare le unità del Centro per il raggiungimento degli obiettivi di intelligence determinati dal Governo e assicurare l'adeguamento delle attività del Centro a tali obiettivi. L'attuale Direttrice è Paz Esteban López. Al Direttore compete altresì: 
-	elaborare la struttura organica del CNI, nominare e destituire i titolari dei suoi organi direttivi;
-	approvare la proposta del preventivo di bilancio;
-	mantenere le relazioni necessarie allo sviluppo delle specifiche attività del CNI, come la stipula di contratti e di convenzioni con enti pubblici o privati ritenuti necessari per il conseguimento dei fini istituzionali;
-	mantenere e sviluppare la collaborazione con i Servizi di informazione delle Forze e dei Corpi di Sicurezza dello Stato e gli organi dell'Amministrazione Civile e Militare considerati rilevanti per il perseguimento degli obiettivi di intelligence;
-	esercitare i poteri concessi dalla legislazione vigente ai Presidenti e ai Direttori degli Organismi pubblici e quelli attribuitigli dalle disposizioni di ampliamento;
-	svolgere le funzioni di Autorità Nazionale di Spionaggio e Controspionaggio e dirigere il Centro Crittologico Nazionale.

#### Il segretario generale
La Segreteria Generale del Servizio è retta dal Segretario Generale del CNI, che ha il rango di Sottosegretario di Stato, il quale viene nominato con Regio Decreto su proposta del Ministro della Difesa, e scelto tra personalità di riconosciuta esperienza e competenza professionale nel settore dell'Intelligence. Suo compito principale è quello di sostituire il Direttore nel caso in cui questi sia assente, vacante o infermo. L'attuale Segretario Generale è Arturo Relanzón Sánchez-Gabriel. Tra le altre funzioni il Segretario Generale deve: 
-	aiutare e assistere il Direttore del CNI nell'esercizio delle sue funzioni; 
-	determinare i meccanismi e i sistemi di organizzazione del Centro e intervenire attivamente per l'attuazione e il miglioramento del Servizio; 
-	rappresentare la direzione superiore del personale del Centro, elaborare la proposta di relazione sulla determinazione dei posti di lavoro e determinare i posti vacanti da assegnare; 
-	attivarsi su qualsiasi altra competenza che gli viene attribuita per legge o per regolamento interno.

## Obiettivi
Gli obbiettivi dell'attività d'intelligence del CNI vengono definiti annualmente dal Governo attraverso l'approvazione di una Direttiva di Intelligence che viene classificata come segreta. I compiti principali del CNI sono:
- ottenere, valutare e interpretare le informazioni, nonché diffonderne i risultati necessari al fine di proteggere e promuovere gli interessi politici, economici, industriali, commerciali e strategici della Spagna, potendo agire sia all'interno sia fuori dal territorio nazionale;
- prevenire, scoprire e agevolare la neutralizzazione di attività dei Servizi stranieri, gruppi o persone che pongano in pericolo, costituiscano minaccia e rechino attentato all'ordinamento costituzionale, ai diritti e alle libertà dei cittadini spagnoli, alla sovranità, all'integrità e alla sicurezza dello Stato, alla stabilità delle sue istituzioni, agli interessi economici nazionali e al benessere della popolazione;
- promuovere relazioni di cooperazione e collaborazione con i Servizi di intelligence degli altri paesi e con gli Organismi Internazionali;
- coordinare l'azione dei diversi organismi dell'Amministrazione che utilizzano strumenti o procedimenti cifrati, garantire, in tale settore, la sicurezza delle tecnologie informative, fornire informazioni circa l'acquisizione coordinata di materiale crittografico e formare personale, proprio o di altri Servizi dell'Amministrazione, specializzato in tale settore al fine di garantire un adeguato compimento delle attività del Centro;
- vigilare sul perfezionamento della normativa relativa alla protezione delle informazioni classificate.

Nella legge istitutiva viene espressamente sancito che il CNI potrà disporre e usare mezzi e attività sotto copertura, potendo ottenere dalle autorità, legalmente incaricate della loro compilazione, identità, documenti e permessi riservati che risultino indispensabili e idonei alle necessità operative. Gli appartenenti al CNI non ricoprono la qualifica di agenti d'autorità – agenti di polizia giudiziaria – a eccezione di quelli che svolgono attività connesse alla protezione del personale del Centro e delle installazioni ufficiali dello stesso.
Tutto il personale che presta servizio al CNI, qualunque sia la sua provenienza, è sottoposto a uno stesso e unico status giuridico, approvato dal Governo. Il reclutamento avviene tramite prove oggettive secondo criteri di merito e capacità. Il rapporto del personale col Servizio può essere di tipo temporaneo o permanente.
Il CNI è istituito organicamente nel Ministero della difesa, ma la sua organizzazione, il regime economico-finanziario e del personale sono caratterizzati da autonomia funzionale, essendo il Servizio un Organismo pubblico con personalità giuridica propria e piena capacità operativa. Il Servizio si compone di una Direzione, il cui titolare ha il grado di Segretario di Stato, una Segreteria Generale e unità determinate con regolamento interno.

## Controlli
Il Servizio informativo spagnolo è sottoposto, nell'espletamento delle sue attribuzioni, a tre tipi di controllo:
-	Controllo governativo; 
-	Controllo parlamentare;
-	Controllo giudiziario preventivo.
- Controllo governativo

Il controllo governativo si esplica tramite la Commissione Delegata dal Governo per gli Affari di Intelligence. Tale Commissione ha il compito di vigilare sull'attività del Servizio per un'adeguata coordinazione di tutti i Servizi informativi dello Stato per poter costituire una comunità di intelligence. Tale Commissione è presieduta dal Vicepresidente del Governo, che ne designa il Presidente, ed è composta dai Ministri degli Affari Esteri, della Difesa, dell'Interno e dell'Economia, dal Segretario Generale della Presidenza, dal Segretario di Stato per la Sicurezza e dal Segretario di Stato Direttore del Centro Nazionale di Intelligence, che avrà funzioni di Segretario. Qualora ritenuto opportuno, potranno essere convocati alle riunioni della Commissione i titolari di tutti gli altri organi superiori e direttivi dell'Amministrazione Generale dello Stato. Alla Commissione compete altresì:
-	proporre al Capo del Governo gli obiettivi informativi annuali da affidare al CNI che devono integrare la Direttiva di Intelligence;
-	valutare lo stato di realizzazione e raggiungimento degli obiettivi informativi delegati al CNI;
-	vigilare sulla coordinazione del CNI, con i Servizi di informazione dei Corpi e delle Forze di Sicurezza dello Stato e degli organi dell'Amministrazione civile e militare.
- Controllo Parlamentare

Il CNI deve sottoporre alla Camera dei Deputati, attraverso la Commissione che controlla i fondi destinati a spese riservate, presieduta dal Presidente della Camera, ogni informazione utile relativa al suo funzionamento e alle sue attività. Il contenuto di dette sessioni e delle relative deliberazioni sarà segreto. I membri appartenenti alla Commissione della Camera dei Deputati possono accedere alle materie classificate, a eccezione di quelle relative alle fonti e ai mezzi del CNI e a quelle originate da Servizi stranieri o Organizzazioni Internazionali. Sono altresì obbligati a conservare il segreto sulle informazioni e sui documenti che ricevono i quali, una volta esaminati, devono essere restituiti al Servizio per la necessaria custodia, senza poter trattenere originali o copie. La Commissione è messa annualmente a conoscenza degli obiettivi di intelligence stabiliti dal Governo, e dell'informativa del Direttore del CNI circa la valutazione delle attività, la situazione e il grado di realizzazione degli obiettivi segnalati nel periodo antecedente.
- Controllo giudiziario preventivo

Il controllo giudiziario preventivo sulle attività del CNI viene effettuato nella forma prevista dalla Legge Organica n. 2/2002, la quale deve essere intesa come complementare alla legge istitutiva del Servizio (con la stessa viene modificata anche la Legge Organica del Potere Giudiziario, per adattarlo alle nuove funzioni). Tale controllo deve essere effettuato tutte le volte che un'attività informativa del Servizio può ledere i diritti protetti dagli artt. 18.2 e 18.3 della Costituzione spagnola; infatti la stessa prevede che tali diritti siano protetti da una riserva di giurisdizione, possano cioè essere violati o limitati solo con un'autorizzazione giudiziaria. Anche l'art. 8 dell'Accordo Europeo per la Protezione dei Diritti umani e delle Libertà Fondamentali specifica che la legge, in una società democratica, possa prevedere tali limitazioni solo in caso di motivazioni che derivino da esigenze di sicurezza nazionale, sicurezza pubblica, benessere economico del paese, difesa dell'ordine. la prevenzione di delitti, la protezione della salute o della morale o la protezione dei diritti e le libertà degli altri. La legge, in esame, determina sia la forma di nomina del Magistrato incaricato del controllo giudiziario preventivo sul CNI; sia il procedimento previsto per l'accordo o no dell'autorizzazione giudiziaria all'attività in esame. Il Magistrato dovrà accordare o respingere la richiesta di attività informativa a lui sottoposta nel termine di settantadue ore, il quale può essere anticipato, in via straordinaria, a ventiquattrore nei casi di urgenza debitamente motivati nella richiesta del Direttore del Servizio.
Il Direttore del CNI deve sollecitare il Magistrato del Tribunale Supremo competente, ogniqualvolta vi siano da intraprendere attività che ledano i sopraccitati artt. 18.2 e 18.3 della Costituzione spagnola. L'istanza di autorizzazione, presentata dal Direttore del CNI, deve contenere: 
-	specificazione delle attività che il Servizio intende intraprendere;
-	le motivazioni base che hanno determinato l'istanza;
-	l'identificazione della persona o delle persone che verranno interessate dall'attività informativa e il luogo dove l'attività verrà attivata;
-	la durata prevista per l'attività del Servizio che non potrà eccedere le ventiquattro ore in caso di violazione di domicilio e i tre mesi in caso di intercettazione di comunicazioni di qualsiasi tipo (entrambi questi termini sono prorogabili per successivi identici periodi in caso di necessità);
Il Magistrato, mediante decreto motivato nel termine massimo previsto dalla legge, accorderà l'autorizzazione o porrà il veto all'attività informativa. Lo stesso deve prevedere e disporre tutte le azioni idonee e necessarie per preservare la segretezza delle sue attuazioni.
Il Direttore del Servizio, peraltro, deve ordinare l'immediata distruzione del materiale relativo a tutte quelle informazioni che, ottenute mediante l'autorizzazione del Magistrato, non siano in relazione con l'oggetto o i fini del stessa autorizzazione.

## Fonti
- Davide Aruta,Intelligence & security, Tesionline
- Legge 6 maggio 2002 n. 11
- Legge Organica del 6 maggio 2002 n. 2
- Costituzione del Regno di Spagna
- sito ufficiale
- ¿Qué es?